# Alticola argentatus
Alticola argentatus — вид гризунів родини Cricetidae. Вони вирізняються сріблясто-сірим волосяним покривом, довгими вібрисами, молярами без коренів і кутастою формою черепа. Як і багато ссавців євразійського степового екорегіону, вони добре пристосовані до життя на великих висотах, і їх можна зустріти в гірських районах Центральної Азії від гір Саур на північному сході до хребта Кугітанг на заході, а також до Тибету та Гімалаї на півдні.

## Опис
Срібляста гірська полівка має широкий спектр колірних варіацій, від яскраво-жовтого до темно-коричневого. Вважається, що відмінності кольорів пов'язані з градієнтом сухості в регіоні, а не з висотою. Довжина хвоста цього виду істотно варіюється і він майже безшерстий. Хвіст цього виду білий у світлих особин і чітко двоколірний у темних тварин. У цих полівок найтемніша шерсть на спині та на маківці. Молодняк починає линяти, досягнувши маси тіла 18–21 г. Линяння починається в березні або квітні, а осіннє линяння відбувається у вересні або жовтні.
Було виявлено, що морфологія черепа різна у тварин, розділених простором у цій широкій області. Встановлено, що довжина черепа змінюється незалежно від довжини тіла. У результаті порівняльного морфологічного аналізу виявлено існування двох субпопуляцій; одна з них зосереджена в регіоні Тянь-Шань, а південна популяція знаходиться в гірській системі Памір-Гіндукуш. Як і багато гризунів, срібляста гірська полівка має моляри, які постійно ростуть і пристосовані для харчування волокнистим матеріалом.

## Поширення і середовище проживання
Ця полівка поширена в горах Тянь-Шаню і Паміру Казахстану, Киргизстану, Таджикистану, Афганістану, Китаю та Пакистану. Найпівнічніша частина його географічного ареалу знаходиться в Саурських горах, а найпівденніша — регіон Гілгіт у Пакистані. Єдині викопні залишки цього виду походять із Сель-Угнура в Киргизстані й датуються пізнім плейстоценом. Екорегіон, де мешкає полівка срібляста, — Степ Євразії, характеризується трав'яним покривом з переважанням низьких багаторічних трав. Ці трави здатні протистояти посухам і зазвичай низькі та волокнисті. Ці ботанічні особливості змусили багато видів дрібних ссавців частково жити в норах або знаходити притулок у кам’яних нагромадженнях, як у випадку сріблястої гірської полівки.
Вони часто живуть у високих горах, у субальпійському та альпійському біомі. Вони також зустрічаються в низьких передгір'ях і лісистих регіонах, але в значно меншій мірі. Вони будують гніздові нори в скелях осипних схилів і вкритих скелями осипах. Вони часто заповнюють тріщини скель екскрементами, змішаними з рослинними залишками, утворюючи ізольовану стіну. Гнізда будуються у вигляді м'якої сфери з рослинних залишків і функціонально розділені на виводкові гнізда з окремими зонами для відпочинку. Було помічено, що срібляста гірська полівка активна вдень і вночі, а також зафіксовано пересування полівки під зимовим снігом.

## Поведінка

### Дієта
Взимку і ранньою весною срібляста полівка харчується переважно корінням рослин і насінням, ці харчові матеріали становлять 87–92% складу її шлунка з листопада по лютий. У березні вони починають харчуватися зеленою рослинністю, і ця свіжа зелень становить 90–99% складу їхнього шлунка з квітня по вересень. Восени ці тварини добувають собі запас їжі на зиму. Маса цих харчових запасів невелика і коливається від 2–5 г до 35–42 г.

### Розмноження
Період розмноження цього виду залежить від висоти над рівнем моря; у лісовій і субальпійській зонах він триває з березня по жовтень, а в альпійській зоні спостерігається скорочений період розмноження з травня по вересень. На південних схилах передгір'їв, на висоті від 900 до 1300 м, помічено розмноження полівки взимку. Молоді особини з'являються в травні в лісовій і субальпійській зонах і до літніх місяців стають плідними. Зазвичай народжується три виводки щороку. Статева зрілість досягається у відносно молодому віці.